# 香港2007年2月

## 2月1日
- 曾蔭權早上十時正式宣佈參加2007年香港特別行政區行政長官選舉。 雅虎即時新聞
- 政府統計處發表最新零售業銷貨額數字，2006年12月的香港零售業總銷貨價值的臨時估計為215億港元，較2005年12月上升11.5%。星島

## 2月2日
- 惠康超級市場被揭發有售疑是油魚的「白玉豚」壽司及刺身。 星島日報
- 東區裁判法院裁判官杜浩成就《成報》欠薪個案，2006年1月2日的判刑，進行自我覆核，結果決定維持原判，即是11項欠薪罪名，每項罰款200至500港元，合共成報資方罰款4200港元。星島日報 香港電台（页面存档备份，存于）

## 2月4日
- 前香港馬王「精英大師」完成其生平中的最後一場競賽，退役後將返回出生地澳洲頤養天年。「精英大師」自2002年出道以來，曾創出連勝17場的紀錄，並為馬主贏取了超過6,200萬港元的獎金。但自2005年10月揚威日本短途馬錦標後，其後腳開始出現毛病。休息一年後，馬主施雅治決定讓牠退役。「精英大師」是日參與百年紀念短途杯賽事，惜在十駒中得第九。有馬迷認為，「精英大師」近期受傷患困擾，加上牠年屆七歲高齡，故對其退役也不覺傷感。明報

## 2月5日
- 因為1月31日一名12歲男童被重型貨車撞死影響，元朗錦鏽花園居民早上封閉部分私家路，不許長七米以上車輛駛入錦鏽花園大道，逼使車輛使用同日開放的錦壆路，惹來新田大生圍村民和貨櫃場主不滿，雙方一度對罵。直到傍晚，居民接受警方安排後，封鎖行動才停止。 明報
- 民主黨民主黨議員何俊仁遇襲案，四名男子承認一項串謀傷人及一項毆打襲擊罪名；而案中主謀指因不滿求助何俊仁替他申請公屋及綜援後，遲遲無回覆，憤而取出二萬五千港元予三名同黨，合力襲擊何俊仁。星島

## 2月7日
- 香港教育學院副校長陸鴻基指控教統局局長李國章及其他高官，干預學術自由，他指曾接李國章電話，要求教院譴責靜坐的超額教師，他拒絕後，李國章表示會追究。星島

## 2月8日
- 前香港政府官員及前九鐵行政總裁楊啟彥，於香港時間2月8日晚上在瑪麗醫院逝世，享年66歲。特首曾蔭權於傍晚6時許曾赴醫院探望。明報1、2[永久] 商業電台1、2[]
- 將軍澳一間小學的18名女教師疑8年來先後遭男校長非禮而集體報警，涉案之校長現年53歲，已被停職。該校長辯稱是辦公室政治陰謀所致。星島日報、新華網
- 2007年香港賀歲煙花匯演將於年初二晚(2月19日)在維港上空舉行，是年的煙花將首次出現大紅「吉」字及粉紅色豬鼻圖案以慶祝豬年來臨。 蘋果日報
- 香港9號幹線荃灣象鼻山路介乎荃錦交匯處與青山公路-荃灣段之間的路段啟用。運輸署

## 2月9日
- 香港旅遊業議會表示，售賣機票及訂房的力寶旅遊突然停業，涉及250名旅客，約60萬元。明報

## 2月10日
- 香港記者協會發表一項針對新聞從業員與民眾的調查稱，香港新聞自由有所倒退。許多受訪者認為，業界的自我審查較十年前嚴重；而媒體對於中國政府的負面新聞，或者北京方面認為敏感的新聞，傾向淡化處理。路透社
- 香港電台的電視節目欣賞指數調查顯示，無綫電視節目《最緊要正字》新上榜立刻稱冠。明報

## 2月12日
- 香港立法會議員何俊仁遇襲案，四名行兇男子承認串謀意圖傷人，全部判入獄4年8個月。法官相信案件背後另有策劃人，警方表示將繼續調查。明報
- 首批出售的剩餘居屋單位進行攪珠。房委會表示，是次出售3,056個居屋單位，共接獲14,023宗申請，其中70%是白表申請，而綠表和白表配房比例是四比一。申請人將於3月19日起分批揀樓，而攪珠結果則會張貼於各屋邨辦事處和民政事務處，及可於於房委會網頁上查閱。 房委會新聞稿（页面存档备份，存于）、攪珠結果（页面存档备份，存于）

## 2月13日
- 花旗銀行調查發現香港平均每二十人，就有一人是百萬富翁，而女性百萬富翁的人數首次超越男性。調查機構指，百萬富翁對財富管理日益重視，由於女士工作得到的回報較以往高，亦使女性百萬富翁的人數日增。花旗於2006年11月在香港訪問訪問了3300人，推算出全香港共有超過276,000人的流動資產超過百萬港元，其平均流動資產更由400萬港元增至560萬港元。而百萬富翁對生活的開心程度，普遍比非百萬富翁高。明報
- 醫管局表示，自非本地孕婦新收費政策實施後，經急症室入院分娩的中國內地孕婦大幅減少。新政策實施後，經急症室入院分娩的中國內地孕婦由2006年2月的日均24人，減至現時日均8人。而截至2月9日，一共有1800名內地孕婦向公立醫院辦理了分娩預約登記手續。主席胡定旭表示，新制度有顯著成效，有助內地孕婦有秩序到公立醫院分娩。對於有香港男士批評其中國內地妻子太太在香港分娩亦要新收費且感不公，胡定旭強調此乃香港人口政策的決定，暫無意考慮檢討。明報
- 食物安全中心再發現有多寶魚樣本含硝基夫喃。中心最近在香港仔魚市場抽驗多寶魚，在三個樣本均驗出含微量的禁用抗生素硝基夫喃，含量由百萬分之0.0041至0.069。發言人說，有關的多寶魚在食用後不會對市民健康構成不良影響，中心已勸喻有關店舖停售，亦呼籲業界暫停入口或出售多寶魚。有業内人士指，有問題的多寶魚來自山東經深圳輸港並附有衛生證明書，對有關的多寶魚含微量硝基夫喃感奇怪，又指現時多寶魚入口量不多，相信停售對業界影響不大。明報[]

## 2月14日
- 九廣西鐵一列列車，於大欖隧道內發生火警和冒煙。1,100多名乘客需要疏散到另一條隧道，步行至荃灣西站月台離開。事故中有12人受傷，須送院救治。受事故影響，西鐵服務受阻四小時。事發於早上9時20分，一列由屯門開出之列車於駛至距荃灣西站500米處發生火警，司機接報後立即將1,100多名乘客疏散到另一條隧道，步行至荃灣西站月台離開。現場消息指，列車曾出現震動及爆炸聲響。事故中至少六人受傷，有乘客感到氣促及腳部跌傷，九鐵公司正調查列車火警原因。受事故影響，西鐵錦上路至荃灣西站一段須暫停列車行走，並由派出接駁巴士接載乘客，來往錦上路至荃灣西站。明報
- 梁家傑成為首位行政長官候選人。政府新聞網（页面存档备份，存于）
- 樹仁學院正式正名為樹仁大學。明報
- 為回應香港人對集體回憶的渴求，首部香港地方志(志) 百科全書，計劃在六年後，2013年完成，由嶺南大學牽頭，2007年7月1日啟動，現在首先向社會募捐，期望獲得2億5仟萬港元經費。 星島日報

## 2月15日
- 香港天文台計劃在下一個風季實施新修訂的熱帶氣旋警告系統。立法會討論文件（页面存档备份，存于）
- 特首曾蔭權宣布成立一個由法官胡國興主持的調查委員會，調查香港教育學院副校長陸鴻基提出，有政府官員干預教院學術自由和自主的指控是否屬實，期望委員會在4個月內提交報告。 明報

## 2月16日
- 角逐連任的行政長官曾蔭權遞交提名表格，他取得641名選委提名，並正式成為候選人。曾蔭權於早上到選舉事務處遞交提名表格，並將提名以「共創好環境」的綠色盒盛載。曾蔭權呼籲選委在投票時，要跟隨民意來投票。曾蔭權在38個界別中，獲24個全票提名，另有多個界別獲逾九成選委提名。不過曾提出要爭取「真民主」的資訊科技界的李澤楷，泛民主派的立法會議員鄭經翰，以及由泛民協調的潘德輝，亦改為提名曾蔭權。累計曾蔭權及梁家傑所獲提名，現時只餘下22名選委没有提名任何候選人，故是次選舉將不會有其他候選人角逐。明報
- 繼兩鐵八達通之易辦事增值服務出現問題後，再有其他易辦事增值服務出現同類情況。金管局指，八達通公司稱去年12月5日在旺角新世紀廣場之增值機是因系統更新後出現問題。但局方調查發現，八達通之易辦事增值服務在12月5日前，已有少量未能成功增值但被扣款之個案。局方已責成八達通公司暫停所有易辦事增值交易，直至解決所有有關增值失效及退款安排的問題為止。局方又委任中大商學院教授陳志輝為顧問，向八達通卡公司提供意見。八達通卡公司歡迎金管局委任獨立顧問，並表示所有受影響的客戶均會獲得退款。明報
- 香港消委會及中國消費者協會作出調查，發現部分內地旅行社因為報團人數不足或没有辦出境旅行團的資格，將旅行團違規轉售至其他旅行社。由於經過中間費用，以致境外接待單位末能收取接待費，令接待單位需以強迫旅客購物並以回佣賺取利潤。香港消委會呼籲兩地政府加強審核出境遊旅行社的經營資格，並規定他們跟接待單位簽訂規範合約，而消費者不應追求低價，避免落入低價陷阱。香港消委會新聞稿（页面存档备份，存于）
- 耗資52億港元的添馬艦興建新政府總部工程中午截標。四家合資格承建商包括華潤、瑞安、協興及有利建築均有派員入標。政府將於3月底展出投標者設計模型並收集市民意見，再交由「評審委員會」在評審標書時作考慮。政府预期於2007年底批出合約，並於2010年底前完成工程。有建造業人士希望新政府總部儘快動工，並在香港進行所有工序，以創造更多就業機會。明報
- 經濟復蘇帶動市民收入上升，香港餐飲聯業協會預料是年春節香港餐飲業收益會創歷史新高。香港餐飲聯業協會主席黃家和指出，是年由於食才成本上升，餐價也較往年調高。但由於市民收入上升，絕大部分酒樓過去一周的訂位均告滿座，而菜式的價錢已不是點菜的主要考慮。而市道好轉，商業機構會花更多金錢擺春茗，加上不少中国內地機構和省市政府專程到香港擺春茗甚至招商，不少食肆的訂單已接到3月尾。黃家和預計，香港飲食業的春節消費收入高逾70億，內地顧客佔春茗訂單則逾三成。明報
- 行政長官曾蔭權與夫人下午到維園花市，購買年花及以豬為主題的日用品。曾蔭權先到母校華仁書院的攤位，以180港元購買兩個「豬腩肉」坐墊及一個廁紙筒，又在坐墊上題上「家肥屋潤」四字。其後再到花檔，以港幣388元購買銀柳、鳳尾和串串金等年花，曾蔭權對擺賣的年輕人的創意及拼勁表示欣賞，相信他們勇於嘗試及花心思創新的精神，會使香港繼續進步。而最後，曾蔭權伉儷亦祝市民身體健康。香港政府新聞公報（页面存档备份，存于）
- 香港政府宣布，社會福利署署長鄧國威將於4月1日接替行將退休的張建宗，出任經濟發展及勞工局常任秘書長兼勞工處處長。對於這項任命，公務員事務局局長俞宗怡表示鄧國威具備出色的領導和管理才能，是一名資深的政務官，相信他能在新的工作崗位上發揮所長，繼續為市民提供專業及優質的服務。香港政府新聞公報（页面存档备份，存于）

## 2月17日
- 是日為年三十，不少市民到年宵市場逛年宵，以及到黃大仙祠上頭注香。在維園年宵市場，警方估計接近午夜時有2萬2千人在維園內逛花市，警方須在出入口及地鐵站實施人潮管制。由於經濟表現良好，不少檔主均表示生意較往年理想。有乾貨檔檔主表示由於來貨已沽清，故晚上將提早收市。但另一方面，由於受天氣回暖影響，年花提早開花，使檔主須減價求售。另因競爭激烈，有原本出售豬造型公仔的店主，將佈置成「豬肉檔」的攤檔改成收費拍照背景服務。 明報
- 青朗公路發生嚴重交通意外，一部九巴與貨櫃車相撞，導致一死十三人受傷。事發於早上9時10分，一部69M線九巴沿青朗公路慢線南行，於駛至大欖隧道收費站附近時，司機欲轉到中線超車。但巴士超車時，左邊車身撞向前面一架貨櫃車車尾。巴士在撞擊後再衝前幾十米後才停下。意外中，在巴士上層的一男一女乘客被拋出車外，其中42歲男乘客送到屯門醫院後傷重死亡。職員其後將出事巴士損毀部分切去，再用拖車送到小蠔灣車輛扣留中心進一步檢查。 九巴指肇事的巴士司機有逾20年駕駛經驗，而巴士亦於2月3日通過檢查。九巴表示對事件感難過，並對死傷者致以慰問。 明報
- 行政長官曾蔭權發表新春賀辭，他勉勵父母需多跟子女相處。曾蔭權表示自己最高興是一家人聚首一堂。他又以自己的經驗，指在歲晚時即使自己的工作多麼繁重，都盡量將工作暫時放下，抽時間回家與家人過年。曾蔭權希望夫妻、父母子女融洽相處，並祝豬年順景，和氣吉祥。而另一名行政長官候選人亦發表短片向市民拜年，他期望新一年市民可以放下工作，跟家人及親友團聚，並祝市民身體健康，笑口常開。 香港政府新聞公報（页面存档备份，存于）

## 2月21日
- 香港股市在丁亥豬年首個交易日紅盤高收，市值亦創出13.9萬億港元的新高。恆生指數在紅盤高開81點後走勢波動，期間曾一度倒跌。之後再反覆向上，收報20651點，升83點，成交額405億多。升市主要由中移動帶動，但匯豐控股受市場擔心貸款質素惡化而限制了恆指的升幅。港交所主席夏佳理提醒投資者要小心市場波動。而鑑於近期有散戶以身份證及護照重覆認購新股。港交所行政總裁周文耀表示現已提出多項建議，包括只准用身份證認購新股，並會與監管機構合作，調查有關個案。 亞視新聞
- 香港九九金在豬年首個交易日未能紅盤收市。金銀業貿易場一如以往，在開始新一年的交易前先進行開市儀式，並進行首口叫價。不過，九九金末能紅盤高開，每兩報6,128元，較上一個交易日低89港元。收報6133港元，跌84元。金銀業貿易場理事長李德麟預期，隨貿易場的電子交易平台可於2007年第三季開始運作，交易量會大幅上升。另外他又相信，國際金價仍會反覆向好，可望升至730美元一盎司。 亞視新聞
- 九廣西鐵在早上讓乘客免費乘車，以補償2月14日因列車火警所造成的不便，但又有乘客以八達通在免費乘坐時段入閘而被誤扣車資。該乘客指她在12時半於朗屏站入閘，至下午1時03分左右於南昌站出閘時，被扣14.4港元的車資。九鐵承認因系統出錯而誤扣車資，而受影響的乘客亦已獲退款。另一方面，九鐵與生產變壓器的日本供應商研究後確定2月14日的爆炸，是因列車上的變壓器因有油滲漏引致短路，最後造成搶火。現時九鐵已用紅外線裝置及在列車上加裝軟件，以監察變壓器的溫度。 至於被指免費乘搭西鐵時段不當，使受影響的乘客未能受惠，九鐵承諾持有「西鐵全月通」月票者在購買3月份月票時，可獲扣減十元以作補償。明報
- 2004年香港旅行團在台灣九份車禍中，其中一名傷者入稟法院指旅行社疏忽導致意外而追討賠償，高等法院判傷者勝訴。關鍵指，香港的旅行社長久以來均透過當地接待單位代理行程的方式運作，故不存在安排和監管上的問題。但高等法院法官龍禮指，由於旅行社須負責團員的住宿、交通及行程，而原訟人在報團時並不知道台灣接待單位的資料，故不接納旅行社只是代理人的解釋。而關鍵透過台灣接待單位所聘的司機曾有兩次交通意外案底，明顯未能確保旅客安全；加上原訟人在意外後長期患有腰患，不能繼續駕駛重型貨車的工作，故法院處旅行社要賠償該名傷者醫療、創傷及收入損失，總額為81萬港元。旅行社方面不服判決，決定會提出上訴。 星島日報
- 屯門公路近小欖發生致命撞石壆交通意外，一家兩大一細不冶。 明報
- 在紅磡黃埔花園，一名毆打妻子、又高空擲物的男子，獲九龍城裁判法院判罰款2千港元了事，至於入獄14日可得緩刑2年。 明報

## 2月22日
- 香港政府統計處公佈2006年中期人口調查簡要結果，發現人口老化和男女比例失衡持續惡化，而中港婚姻之情況日漸普遍。統計處推算截至2006年底，香港人口約為6,900,700人，較1996年多出約50萬人。不過，年齡中位數則由1996年的34歲增至2006年的39歲，顯示香港人口老化情況持續。男女比例失衡情況亦日益加劇；剔除外籍家庭傭工後，男女比例由1996年的每千名女性有1037個男性變成2006年的1000:961，形成女多男少。另一方面，有專上教育學歷者由1996年的10%增至2006年的15%；而2006年新婚的53,000對夫婦中，有35%的女子是中國內地居民，而未婚女性數目的數目亦有持續上升。另一方面，香港在2006年的家庭住戶每月收入中位數為17,250港元，較1996年下跌1%。至於人口分佈方面，港九兩地的人口持續下跌，而居於新界的人口則佔全香港的52%。當中沙田區繼續成為全香港最多人口的分區，元朗區15歲以下居民佔區內人口的比例為全港最多，但黃大仙區的65歲以上長者佔全區人口比例則為各區之冠。統計處表示，由於出生率持續偏低，加上嬰兒潮一代踏入老年，香港人口將於2015年起急速老化。至2030年，香港將有25%的人口為65歲或以上的長者。香港政府新聞公報1（页面存档备份，存于）、2（页面存档备份，存于）
- 漁護署再發現兩隻雀鳥的屍體經初步測試後懷疑帶有H5禽流感病毒，當局正繼續作進一步確定測試。署方在2月18日經市民轉介，在九龍城太子道西聖德肋撒醫院附近撿走一頭栗腹文鳥的屍體。而另一宗則於2月19日由漁護署職員在跑馬地成和道及黃泥涌道交界處撿獲一隻斑文鳥屍體。由於香港近日一再發現死去雀鳥帶H5N1禽流感病毒，漁護署呼籲市民，避免接觸死雀屍體。香港政府新聞公報（页面存档备份，存于）
- 食物安全中心呼籲零售商停售一批即食雞柳，疑食品已受李斯特菌污染。中心表示，有關的產品為美國 Oscar Mayer 「全熟烤製即食雞柳」之P-19676批次，該牌子產品在本港有售，但中心未發現受影響的批次。發言人指，吃下含李斯特菌的食物，可能會導致發熱、頭痛、嘔吐及肚瀉等，對孕婦、初生嬰兒、長者和免疫力較低的人士更會造成流產及腦膜炎等。中心已就事件聯絡美國當局了解，並會密切監察有關情況。香港政府新聞公報（页面存档备份，存于）
- 於去年9月1日在西環普慶坊倒車時撞死一對父女的工程車司機，被東區裁判法院定罪。26歲的司機房濟民，在法院承認「危險駕駛導致他人死亡」控罪，裁判官被告作為職業司機，但沒有保障行人安全而肇禍。但因被告認罪，裁判官處被告判監八個月兼吊銷駕駛執照兩年。另三項包括「沒有安裝倒後鏡」、「輪胎花紋深度小於1毫米」及「沒有倒車聲控器」控罪，則合共罰款港幣6,000元。死者家屬在聞判後認為判罰過輕，質疑判罰能否起阻嚇作用。 明報
- 香港政府統計處公佈，2007年1月的綜合消費物價指數按年上升2%，較2006年12月的數字下跌0.3%。統計處指，由於2006年農曆新年在1月，致使當時的物價較高，加上今年的旅遊及進出香港的交通費用都錄得按年跌幅，令通脹稍為緩和。 而在各類消費項目中，錄得較大升幅者有衣履、住屋及雜項物品費用。而耐用品及煙酒則錄得較大的跌幅。政府發言人表示，一月份通脹輕微下降，就算剔除農曆年之因素，通脹仍屬溫和，而房屋費用的上升趨勢已回穩。發言人相信，勞工生產力持續上升及近數季商店租金升幅較緩和，均有助紓緩因美元疲弱和人民幣升值所帶來進口通脹所帶來的影響。 香港政府新聞公報（页面存档备份，存于）

## 2月23日
- 政府正研究將籌劃中的沙中線鐵路分段興建，並押後橫越維多利亞港路段之工程。環境運輸及工務局指，由於兩鐵合併，加上啟德規劃及灣仔填海計劃等沿線發展仍在檢討中，而使用橫越維多利亞港(過海)鐵路的人數較政府原先估計少，且現有之鐵路仍末飽和，故認為過海路段短期內需求不大，但環運局重申並非擱置興建。另方面，連接黃埔花園的鐵路最終以九鐵的捷運系統還是地鐵的觀塘線延長方案興建。環運局表示會在沙中線有最後定案時一併宣布。明報
- 有沙田居民及區議員不滿新安排，指紅隧在繁忙時間的交通已嚴重交通擠塞，而巴士站亦經常大排長龍，耽誤時間，而政府對興建計劃一拖再拖，使工程遙遙無期，亦為居民所不滿。而理工大學土木工程學系副教授熊永達亦指，由於沙中線過海路段能將中港邊境與香港島商業中心區連接，具特殊戰略價值，加上過海鐵路可使新界整體土地價值提升，故應盡速興建。若緩建過海路段，將拖慢新界整體發展，並對香港人起壞先例；而將鐵路分開興建，不論在建造成本及社會成本上亦會較一同興建的高。 亞視新聞
- 下星期一死因庭開庭研訊石圍角邨梁成恩、港景峰行人隧道曾國恒及荃灣麗城花園巴籍恆生銀行護衛員之死因，徐步高家人申請法援被拒，不滿要上訴，今日在高等法院聆訊，由司法常務官陳爵主審，王國桐大律師代表上訴方。 星島日報

## 2月26日
- 請按此參閱當天之詳細新聞內容
- 死因庭開始聆訊三宗涉及警員徐步高的案件，聆訊首先處理2001年石圍角邨梁成思遇襲案。明報
- 房屋署完成檢討公屋輪候冊的入息及資產上限。消息透露，二人及五人或以上家庭的收入及資產上限將獲調升。[來源請求]
- 商人謝瑞麟夫婦於下午乘坐的士期間遇交通意外，事件中共有三人受傷。明報
- 第79屆奧斯卡金像獎公布得獎名單，改編自香港電影《無間道》的《無間道風雲》奪得「最佳電影」等四個獎項。原作電影導演兼編劇麥兆輝認為《無間道風雲》奪獎，可推動香港電影業的發展。明報[]

## 2月27日
- 死因庭第二天研訊警員梁成恩被槍殺案，裁判官於上午先傳召4名警長及警員作供，下午則到石圍角邨作實地視察。
  - 在上午的研訊，駐守梨木樹警署報案室的女警作供時指案發當日，梁成恩在中午12時20分至25分利用手提電話致電報案室稱到達被指有噪音的石桃樓552室查看，但梁發覺沒有噪音，要求取得投訴人的電話確認後掛線，女警形容梁的電話中沒有回音及雜聲。但三分鐘後，她在警察無線電台聽到石桃樓五樓有穿著制服人員暈倒及有槍聲的傳呼。另一方面，跟梁成恩對調午飯時間的警員陳子坤作供時指，案發當日中午12時10分，他與梁成恩在石翠樓交更，他當時更感謝梁成恩幫忙處理噪音投訴，此亦為陳梁兩人最後一次見面。中午12時半左右，陳返回警署後聽到石桃樓有穿著制服人員暈倒的消息後，陳意識到梁可能已遇害，故趕回石桃樓查看。死因研訊主任陸貽信問陳子坤是否到不需處理投訴感幸運，陳反問是否一定要回答，最後陸貽信收回問題。而陳亦透露案發時並不認識徐步高，及至後來被調派往北大嶼山分區後，於2005年才認識徐。明報
  - 而死因裁判官、死因研訊主任及五名陪審員則於下午到石圍角邨案發現場實地視察。在司法人員到場前，警方於中午派出大批機動部隊人員到場架起鐵馬及上樓逐層巡視及駐守各層的公共地方及大廈出入口，並用報紙封上五樓梯間的鐵欄。而在司法人員到場期間，非石桃樓的居民不得留於大廈內，而五樓案發現場更不准任何人逗留。現場所見，司法人員在梯間沿著樓梯來回走了一次，又在當日肇事的552室附近視察，而司法機構亦安排一個穿上警方軍裝制服的假人以助陪審員了解案情，司法人員於大廈逗留約半小時，並於15時35分離開大廈及帶走一份石桃樓五樓的平面圖。死因庭預計尚需兩日時間處理梁成恩遇害的案件，並於星期三(2月28日)傳召石桃樓居民、政府化驗師、救護員及法醫等13人出庭作供。 明報（页面存档备份，存于）
- 香港海關在兩天內再次檢獲走私淡水魚，行動中共拘捕四名內地人。海關在星期一晚於香港國際機場海運貨站南面對開水域，截查一艘由廣東桂山到香港的香港漁船，檢獲約4,200公斤的白先、塘室及生魚、逾170公斤草龜及207公斤水魚，總共約值21萬港元。海關指，由於香港的淡水魚批發商在農曆新年休假，至周一才全面復市，故在假期期間累積一定需求，不排除有不法分子因此犯案。而是次檢獲的淡水魚中，全部均未列載貨艙單，且沒有內地當局發出的有效衛生證明，海關相信有關水產將於香港出售、並已聯絡食環署在市面加強巡查，並檢驗水產有否含禁用物質。 明報（页面存档备份，存于）
- 香港民航處於3月21日起實際新規定，禁止經香港國際機場離境及轉機的旅客隨身攜帶逾百毫升的液體凝膠、噴霧物品及任何可乘載逾百毫升的容器上飛機。民航處指，國際民航組織鑑於2006年8月有恐怖分子企圖於英國將液體爆炸品帶上機發動襲擊而定立新指引。而乘客隨身攜帶不超過一百毫升的液體凝膠、噴霧劑等物品者，亦須放進一個由機管局或航空公司提供的20乘20厘米的密封膠袋內，每位乘客亦只可使用一個透明膠袋，另藥品及嬰兒奶等亦須有足夠證明才能獲得豁免。民航處估計實施新措施後，出入境安檢時間會較長，建議旅客在登機前三小時到達機場。 明報（页面存档备份，存于）
- 香港大學化學系講座教授支志明，獲中國國務院總理溫家寶頒發2006年度「國家自然科學獎一等獎」，這也是首位香港人獲得此獎項。支志明現年49歲，於香港土生土長並醉心於化學研究。他憑「金屬配合物中多重鍵的反應性研究」項目而獲得今次殊榮。項目發現出新的化學反應，並可有選擇性地控制物質的原子轉移，而創造到新的化合物。項目成果可應用於化學工業、新藥物合成及發現新分子材料等。支志明在領獎後鼓勵香港科研界人士，指香港科研雖被外界認為不是國際上優秀，但是次獲獎便證明香港人亦能研究出國際上優秀的科研成果。 明報（页面存档备份，存于）

## 2月28日
- 香港財政司司長唐英年公佈07至2008年度財政預算案，由於政府收入較預期理想，財政司司長推出一系列措施回饋市民，並促進香港的經濟發展。香港政府官方網頁（页面存档备份，存于）、明報（页面存档备份，存于）
  - 在薪俸稅方面，財政司司長提出將薪俸稅稅階及稅率回復至2002年至2003年的水平，稅階由30,000港元增至35,000港元。而最高兩級的邊際稅率則分別由17%減至12%。而為回饋市民，政府將退回於2006至2007年度的一半薪俸稅項，並於新年度薪俸稅中扣除有關款項，上限為15,000港元。另為鼓勵市民生育，財政預算案亦建議將每名子女的免稅額增至五萬港元，另新增「新生嬰兒免稅額」，凡於新財政年度內出生的嬰兒，其父母亦可獲五萬港元的免稅額。而個人進修之免稅額亦由4萬港元增至6萬港元。
  - 至於在物業及商業活動方面，政府將調減交易價為100萬至200萬港元的物業買賣印花稅至定額為100港元，以鼓勵市民置業，估計每年有三萬名置業人士受惠，庫房因此少收2.5億港元。而政府將免收新財政年度內首兩季的差餉，估計政府將少收49億港元，但因物業應貨差餉租值上升，故部分大型住宅單位的每季差餉將仍增加逾300港元。另外，政府亦將葡萄酒及啤酒等酒類飲品的稅率減半至售價的40%及20%，估計政府將少收3.5億港元。
  - 而政府亦投放資源，以扶助弱勢社群、推動經濟、促進就業及改善民生。在扶助弱勢社群方面，政府將推出「交通費支援試驗計劃」，以鼓勵居住在偏遠地區的失業和低收入人士跨區求職及就業。另會成立「兒童發展基金」以幫助弱勢社群兒童。另會撥款用於提供社區和家庭支援措施及加強用於長者的照顧和支援服務。而領取傷殘及高齡津貼的綜援受助人亦會多獲發一個月的標準金額，估計逾百萬人受惠。此外，政府將撥款更換航空交通管理系統和在機場興建民航處新總部；成立新基金以解決電影製作的融資和人才缺乏問題，並於圖書館、公園和社區會堂等政府場所裝設WiFi無線上網設施。
  - 總結2006至2007年度，香港政府的經營盈餘達386億港元，而財政營餘則達551億港元。財政儲備為3,658億港元。財政預算案估計，2007年香港經濟增長為4.5至5.5%，如經濟表現符合預期，下年度的財政營餘則為254億港元。另一方面，下年度的香港政府整體開支預計為2484億港元，較2006/2007年度增加1.1%。當中教育、社會福利、衛生及保安的範疇的開支佔整體開支逾六成。而政府將於下年度起恢復公開招聘公務員及開展多項大型工程。
  - 財政司司長晚上出席電視台合辦的預算案論壇，他表示在任幾年有成就感，而市民亦已知道有擴闊稅基的需要。他在會上解釋，不直接向市民發出退稅支票，除可減省發支票的成本外，亦可令市民持續受惠。唐英年指出，由於政府已免去絕大部分在2007年4月及7月所收的差餉。而稅單則於第四季發出，由於是次寬減非常可觀，冀市民屆時仍能記得他們的受惠是何等大。至於為何不減少利得稅，唐英年解釋全球的趨勢均是加間接稅而同時減直接稅，此舉有利吸引更多外來投資以加強競爭力。但由於政府現時未能說服公眾就商品及服務稅接受新稅項，故作出一次過的退款較長遠的稅務寬減來得好。
- 死因庭第三日研訊涉及警員徐步高的槍擊案，徐步高的母親獲葉賜豪大律師義務協助，並獲裁判官批准押後至星期五(3月2日)繼續研訊。代表徐母的律師黃國桐及大律師葉賜豪是日首次出席研訊，葉賜豪指由於仍末取得三百多箱證物文件冊，申請將案押後至下星期一(3月5日)繼續研訊，以便有足夠時間翻閱文件及聽取證人供詞錄音帶。至於有否需要再次傳召已出庭作供的證人，他說要視乎情況而定。而裁判官陳碧橋則指，由於法庭已於1月初通知徐家展開死因研訊，但徐母至今才能聘得法律代表，故須考慮對其他死者家屬及證人是否公平，故只將案押後至周五早上繼續研訊。而警方則表示在押後研訊期間，會全力協助徐步高代表律師的一切準備工作。 星島日報（页面存档备份，存于）
- 全球第二大豪華郵輪瑪麗皇后二號展開首次環球之旅，短暫停留香港14小時。排水量達15萬噸的瑪麗皇后二號於早上從澳洲雪梨抵達香港以作為亞洲部分之首站，並接載逾300名香港及中國內地的旅客上船，但由於尖沙咀海運大廈不適合停泊，船隻須到葵涌貨櫃碼頭上落乘客。有香港乘客表示豪華巨輪須於重型車輛穿梭往來的貨櫃碼頭上落，感覺前所末有。亦有境外旅客認為郵輪停泊在貨櫃碼頭對其構成不便，亦因此對香港的第一印象不佳。有香港旅行社認為，由於參與海上郵輪假期的人數日多，政府應加快興建郵輪碼頭。而旅遊事務專員區璟智表示，政府正加緊籌備在啟德興建郵輪碼頭，冀將來可以用來專門接待巨型郵輪。瑪麗皇后二號於晚上駛經維多利亞港，以便乘客觀賞「幻彩詠香江」，其後經鯉魚門前往新加坡及杜拜等地。 星島日報[]
- 立法會教育事務委員會召開會議討論教院風波，校長長莫禮時稱在與他校（香港中文大學）合併時受壓。莫禮時稱當局一直要求教院和其他院校合併，和控制教職員言論，但校方沒有妥協就被削資及削減學額，認為跟院校不聽從教統局指令有關。而副校長陸鴻基則指出，在一年間被撤銷全部200個「幼兒教育證書」培訓名額、跟嶺南大學合辦的課程的所獲撥款較嶺南少、教院所開辦的課程要招標由其他機構開辦，而教統局召開教育會議唯獨不邀請教院參加等。陸鴻基又引述大學教育資助委員會稱，部分減學額的決定是受教統局指使。陸鴻基之後向校董會報告，但校董會方面指由於院校畢業生均由公帑培訓，故局方有權干涉院務。莫陳兩人均希望立法會成立獨立委員會徹查，但他們要求在受法律保障下，才會公開涉及官員的姓名。明報（页面存档备份，存于）

| 香港新聞動態 |
| \| - 2024年香港：1月 - 2月 - 3月 - 4月 - 5月 - 6月 - 7月 - 8月 - 9月 - 10月 - 11月 - 12月 - 2023年香港：1月 - 2月 - 3月 - 4月 - 5月 - 6月 - 7月 - 8月 - 9月 - 10月 - 11月 - 12月 - 2022年香港：1月 - 2月 - 3月 - 4月 - 5月 - 6月 - 7月 - 8月 - 9月 - 10月 - 11月 - 12月 - 2021年香港：1月 - 2月 - 3月 - 4月 - 5月 - 6月 - 7月 - 8月 - 9月 - 10月 - 11月 - 12月 - 2020年香港：1月 - 2月 - 3月 - 4月 - 5月 - 6月 - 7月 - 8月 - 9月 - 10月 - 11月 - 12月 - 2019年香港：1月 - 2月 - 3月 - 4月 - 5月 - 6月 - 7月 - 8月 - 9月 - 10月 - 11月 - 12月 - 2018年香港：1月 - 2月 - 3月 - 4月 - 5月 - 6月 - 7月 - 8月 - 9月 - 10月 - 11月 - 12月 - 2017年香港：1月 - 2月 - 3月 - 4月 - 5月 - 6月 - 7月 - 8月 - 9月 - 10月 - 11月 - 12月 - 2016年香港：1月 - 2月 - 3月 - 4月 - 5月 - 6月 - 7月 - 8月 - 9月 - 10月 - 11月 - 12月 - 2015年香港：1月 - 2月 - 3月 - 4月 - 5月 - 6月 - 7月 - 8月 - 9月 - 10月 - 11月 - 12月 - 2014年香港：1月 - 2月 - 3月 - 4月 - 5月 - 6月 - 7月 - 8月 - 9月 - 10月 - 11月 - 12月 - 2013年香港：1月 - 2月 - 3月 - 4月 - 5月 - 6月 - 7月 - 8月 - 9月 - 10月 - 11月 - 12月 - 2012年香港：1月 - 2月 - 3月 - 4月 - 5月 - 6月 - 7月 - 8月 - 9月 - 10月 - 11月 - 12月 - 2011年香港：1月 - 2月 - 3月 - 4月 - 5月 - 6月 - 7月 - 8月 - 9月 - 10月 - 11月 - 12月 - 2010年香港：1月 - 2月 - 3月 - 4月 - 5月 - 6月 - 7月 - 8月 - 9月 - 10月 - 11月 - 12月 - 2009年香港：1月 - 2月 - 3月 - 4月 - 5月 - 6月 - 7月 - 8月 - 9月 - 10月 - 11月 - 12月 - 2008年香港：1月 - 2月 - 3月 - 4月 - 5月 - 6月 - 7月 - 8月 - 9月 - 10月 - 11月 - 12月 - 2007年香港：1月 - 2月 - 3月 - 4月 - 5月 - 6月 - 7月 - 8月 - 9月 - 10月 - 11月 - 12月 - 2006年香港：1月 - 2月 - 3月 - 4月 - 5月 - 6月 - 7月 - 8月 - 9月 - 10月 - 11月 - 12月 - 2005年香港：1月 - 2月 - 3月 - 4月 - 5月 - 6月 - 7月 - 8月 - 9月 - 10月 - 11月 - 12月 - 2004年香港：1月 - 2月 - 3月 - 4月 - 5月 - 6月 - 7月 - 8月 - 9月 - 10月 - 11月 - 12月 - 2003年香港：1月 - 2月 - 3月 - 4月 - 5月 - 6月 - 7月 - 8月 - 9月 - 10月 - 11月 - 12月 - 2002年香港：1月 - 2月 - 3月 - 4月 - 5月 - 6月 - 7月 - 8月 - 9月 - 10月 - 11月 - 12月 - 2001年香港：1月 - 2月 - 3月 - 4月 - 5月 - 6月 - 7月 - 8月 - 9月 - 10月 - 11月 - 12月 - 2000年香港：1月 - 2月 - 3月 - 4月 - 5月 - 6月 - 7月 - 8月 - 9月 - 10月 - 11月 - 12月 - 1999年香港：1月 - 2月 - 3月 - 4月 - 5月 - 6月 - 7月 - 8月 - 9月 - 10月 - 11月 - 12月 - 1998年香港：1月 - 2月 - 3月 - 4月 - 5月 - 6月 - 7月 - 8月 - 9月 - 10月 - 11月 - 12月 - 1997年香港：1月 - 2月 - 3月 - 4月 - 5月 - 6月 - 7月 - 8月 - 9月 - 10月 - 11月 - 12月 參 \| |
| - 2024年香港：1月 - 2月 - 3月 - 4月 - 5月 - 6月 - 7月 - 8月 - 9月 - 10月 - 11月 - 12月 - 2023年香港：1月 - 2月 - 3月 - 4月 - 5月 - 6月 - 7月 - 8月 - 9月 - 10月 - 11月 - 12月 - 2022年香港：1月 - 2月 - 3月 - 4月 - 5月 - 6月 - 7月 - 8月 - 9月 - 10月 - 11月 - 12月 - 2021年香港：1月 - 2月 - 3月 - 4月 - 5月 - 6月 - 7月 - 8月 - 9月 - 10月 - 11月 - 12月 - 2020年香港：1月 - 2月 - 3月 - 4月 - 5月 - 6月 - 7月 - 8月 - 9月 - 10月 - 11月 - 12月 - 2019年香港：1月 - 2月 - 3月 - 4月 - 5月 - 6月 - 7月 - 8月 - 9月 - 10月 - 11月 - 12月 - 2018年香港：1月 - 2月 - 3月 - 4月 - 5月 - 6月 - 7月 - 8月 - 9月 - 10月 - 11月 - 12月 - 2017年香港：1月 - 2月 - 3月 - 4月 - 5月 - 6月 - 7月 - 8月 - 9月 - 10月 - 11月 - 12月 - 2016年香港：1月 - 2月 - 3月 - 4月 - 5月 - 6月 - 7月 - 8月 - 9月 - 10月 - 11月 - 12月 - 2015年香港：1月 - 2月 - 3月 - 4月 - 5月 - 6月 - 7月 - 8月 - 9月 - 10月 - 11月 - 12月 - 2014年香港：1月 - 2月 - 3月 - 4月 - 5月 - 6月 - 7月 - 8月 - 9月 - 10月 - 11月 - 12月 - 2013年香港：1月 - 2月 - 3月 - 4月 - 5月 - 6月 - 7月 - 8月 - 9月 - 10月 - 11月 - 12月 - 2012年香港：1月 - 2月 - 3月 - 4月 - 5月 - 6月 - 7月 - 8月 - 9月 - 10月 - 11月 - 12月 - 2011年香港：1月 - 2月 - 3月 - 4月 - 5月 - 6月 - 7月 - 8月 - 9月 - 10月 - 11月 - 12月 - 2010年香港：1月 - 2月 - 3月 - 4月 - 5月 - 6月 - 7月 - 8月 - 9月 - 10月 - 11月 - 12月 - 2009年香港：1月 - 2月 - 3月 - 4月 - 5月 - 6月 - 7月 - 8月 - 9月 - 10月 - 11月 - 12月 - 2008年香港：1月 - 2月 - 3月 - 4月 - 5月 - 6月 - 7月 - 8月 - 9月 - 10月 - 11月 - 12月 - 2007年香港：1月 - 2月 - 3月 - 4月 - 5月 - 6月 - 7月 - 8月 - 9月 - 10月 - 11月 - 12月 - 2006年香港：1月 - 2月 - 3月 - 4月 - 5月 - 6月 - 7月 - 8月 - 9月 - 10月 - 11月 - 12月 - 2005年香港：1月 - 2月 - 3月 - 4月 - 5月 - 6月 - 7月 - 8月 - 9月 - 10月 - 11月 - 12月 - 2004年香港：1月 - 2月 - 3月 - 4月 - 5月 - 6月 - 7月 - 8月 - 9月 - 10月 - 11月 - 12月 - 2003年香港：1月 - 2月 - 3月 - 4月 - 5月 - 6月 - 7月 - 8月 - 9月 - 10月 - 11月 - 12月 - 2002年香港：1月 - 2月 - 3月 - 4月 - 5月 - 6月 - 7月 - 8月 - 9月 - 10月 - 11月 - 12月 - 2001年香港：1月 - 2月 - 3月 - 4月 - 5月 - 6月 - 7月 - 8月 - 9月 - 10月 - 11月 - 12月 - 2000年香港：1月 - 2月 - 3月 - 4月 - 5月 - 6月 - 7月 - 8月 - 9月 - 10月 - 11月 - 12月 - 1999年香港：1月 - 2月 - 3月 - 4月 - 5月 - 6月 - 7月 - 8月 - 9月 - 10月 - 11月 - 12月 - 1998年香港：1月 - 2月 - 3月 - 4月 - 5月 - 6月 - 7月 - 8月 - 9月 - 10月 - 11月 - 12月 - 1997年香港：1月 - 2月 - 3月 - 4月 - 5月 - 6月 - 7月 - 8月 - 9月 - 10月 - 11月 - 12月 參       |

1. ↑  容量有限，本表只列出香港回歸以來各年各月香港新聞動態。關於更早年代的各年各月香港新聞動態，詳見於某年香港（某年表示1997年之前的公曆年份）。